# Biomedicum, Helsingfors

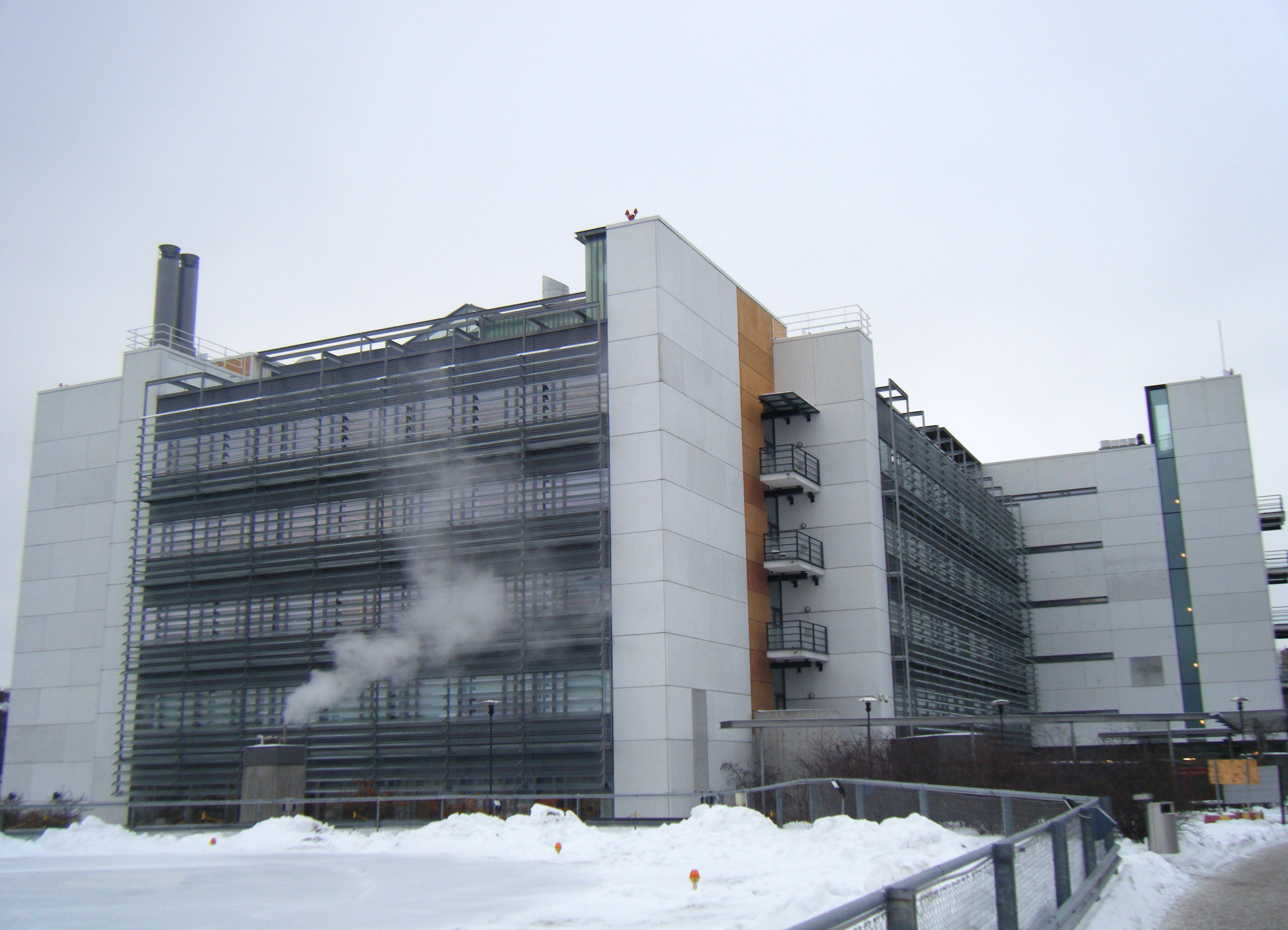
Biomedicum.

Biomedicum är ett medicinskt forsknings- och utbildningscentrum i Mejlans medicinska campus i Helsingfors, som drivs av Helsingfors universitetscentralsjukhus och Helsingfors universitet. 
Tanken med Biomedicum är att bygga broar mellan finländsk och internationell medicinsk forskning och utveckling. I byggnaden arbetar omkring 1 000 forskare. Därtill finns undervisningsutrymmen för medicine och odontologie studerande. Förutom universitetsinstitutioner inrymmer komplexet bland annat avdelningar av Institutet för hälsa och välfärd, Samfundet Folkhälsans forskningscentrum och medicinska forskningsinstitutet Minerva. Byggnaden, som färdigställdes 2001, planerades av arkitektbyrån Gullichsen Vormala Arkitekter Kb. Den är ett utmärkt exempel på öppen och modernistisk betong-/glasarkitektur. 